# Matt Lavelle
Matt Lavelle (* 1970 in Paterson, New Jersey) ist ein US-amerikanischer Jazz- und Improvisationsmusiker (Trompete, Flügelhorn, Bassklarinette).

## Leben und Wirken
Lavelle war Mitglied der High School Big Band, mit der er 1988 in der Sowjetunion tourte. Unterricht hatte er bei Hildred Humphries, einem Swing-Veteranen. Er zog zunächst nach New York City und spielte in verschiedenen Jazzbands, um sich ab 1995 in Kingston (New York) mit dem Bassklarinettenspiel zu beschäftigen. Nach seiner Rückkehr nach New York 1999 arbeitete er in der damaligen Downtown-Musikszene, u. a. mit William Parker (Universal Tonality, 2002) und Sabir Mateen und der Improvisations-Formation Eye Contact.  2002 legte er sein Debütalbum Handling the Moment (CIMP) vor, bei dem u. a. Ras Moshe mitwirkte. 2005 hatte er Unterricht bei Ornette Coleman. Im Laufe seiner Karriere arbeitete er u. a. mit Giuseppi Logan, an dessen Wiederentdeckung er maßgeblich beteiligt war, ferner mit Hildred Humphries, Eric Mingus, Sabir Mateen, Roy Campbell, Daniel Carter, Jemeel Moondoc, Mat Maneri, Dom Minasi (The Bird, the Girl and the Donkey II, 2012) und Patato Valdez. Im Bereich des Jazz war er zwischen 2001 und 2033 an 31 Aufnahmesessions beteiligt, u. a. in David Haneys Primitive Arkestra (Dolphy’s Hat, 2014), bei Steve Swell, Assif Tsahar und Matana Roberts (Coin Coin Chapter Five: In the Garden…). Mit Daniel Carter spielte er 2019 das Duoalbum The Piano Album ein. 2024 legte er unter eigenem Namen das Album The Crop Circles Suite (Mahakala) vor.

## Diskographische Hinweise
- Matt Lavelle and Daniel Carter (2004)
- Making Eye Contact With God (Utech Records, 2005), mit Matt Heyner, Ryan Sawyer
- Spiritual Power (2007), mit Hilliard Greene, Mike T.A. Thompson
- Cuica in the Third House (2008) solo
- I Like to Play (2008)
- The Manifestation Drama (2009), mit François Grilliot, Andre Martinez, Chris Forbes
- Goodbye New York, Hello World (Music Now!, 2011), mit François Grillot, Bob Hubbard, Ras Moshe
- Matt Lavelle, Jack DeSalvo, Tom Cabrera: Sumari (Unseen Rain Records, 2014)
- The Abandoned Sound (2020) solo (Altklarinette)
- The Big Picture (2020), mit Evan Crane, Leonid Galaganov
- When the Trees Sing, solo Bass Clarinet in Philadelphia (2021)
- Flugelhorn Meditations and Improvisations (2021)
- François Grillot & Matt Lavelle: François’ Kitchen, duets with François Grillot (2022)